# Kiuser Gehege
Kiuser Gehege este o arie protejată (arie specială de conservare — SAC, sit de importanță comunitară — SCI) din Germania întinsă pe o suprafață de 38 ha, integral pe uscat.

## Localizare
Centrul sitului Kiuser Gehege este situat la coordonatele 54°35′13″N 9°43′30″E / 54.5869°N 9.725°E.

## Înființare
Situl Kiuser Gehege a fost declarat sit de importanță comunitară în septembrie 2004 pentru a proteja un număr necunoscut de specii din flora spontană și fauna sălbatică aflate în arealul zonei. Situl a fost protejat și ca arie specială de conservare în ianuarie 2010.

## Biodiversitate
Situată în ecoregiunea continentală, aria protejată conține 1 habitat natural: Păduri de fag Asperulo-Fagetum.
La baza desemnării sitului se află un număr nedeclarat de specii protejate: